# Flavio Giampieretti
Flavio Giampieretti (Roma, 11 febbraio 1974) è un allenatore di calcio ed ex calciatore italiano, di ruolo centrocampista, viceallenatore dell'Arezzo.

## Carriera
Cresciuto nelle giovanili del suo paese, il Passo Corese. Bandiera e capitano dell'Empoli delle promozioni dalla C1 alla A negli anni novanta, squadra con la quale disputa in totale 9 stagioni da professionista, con le parentesi in prestito alla Lodigiani in C1 e al Teramo in C2.
Dopo la retrocessione rimane svincolato, e il Modena se lo aggiudica a parametro zero. Per guai fisici e problemi di vario tipo non riesce ad esprimersi al meglio, e non gli vengono risparmiate critiche. Nel biennio 2004-2006 è titolare fisso della zona nevralgica canarina, tenace, un po' rude, un cosiddetto "picchiatore".
Nell'agosto 2006 passa alla Lucchese, ma nella seconda stagione non colleziona alcuna presenza, ed a gennaio si trasferisce alla Cisco Roma, dove totalizza 10 presenze in C2.
Dopo questa parentesi si ritrova senza contratto, ma il 30 settembre 2008 firma con il Ravenna (C1).
A novembre si svincola per motivi personali e si accorda con il Borgo a Buggiano, squadra toscana che partecipa al campionato di Eccellenza.
Inizia la stagione 2009-2010 nel Sansovino per poi passare a stagione in corso ai rossoblu dell'A.S.D. Barberino di Mugello, rimanendo dunque nel campionato d'Eccellenza toscana.
Chiusa la carriera agonistica, nel giugno 2011 viene ingaggiato dalla Sampdoria come collaboratore tecnico dell'allenatore Gianluca Atzori. Segue Atzori come vice anche alla Pro Vercelli e all'Imolese.
Il 3 ottobre 2020 viene annunciato come collaboratore tecnico alla Sambenedettese. Nel luglio 2021 entra nello staff della Triestina di Bucchi.
Il 14 giugno 2022 entra a far parte dello staff tecnico dell'Ascoli seguendo Bucchi.
Il 6 febbraio 2025 segue Bucchi nello staff dell'Arezzo come vice allenatore.

## Palmarès

### Club

#### Competizioni nazionali
- Coppa Italia Serie C: 1

Empoli: 1995-1996